# Xianbei

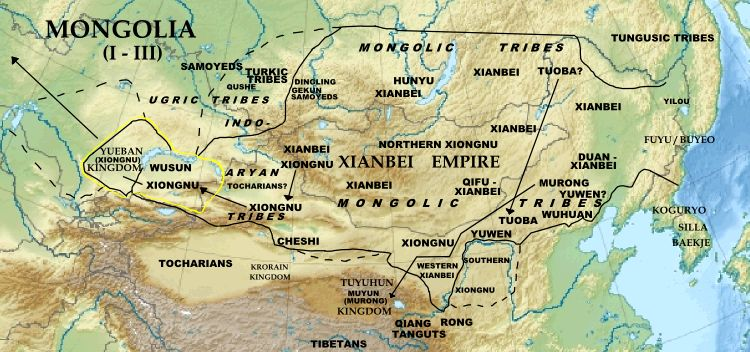
Disposición de las principales ramas xianbei en la época de las migraciones hacia el norte de China y el altiplano tibetano (siglos III al IV d. C.).

Los xianbei (en chino tradicional: 鮮卑; en chino simplificado: 鲜卑; en pinyin: xiānbēi; Wade-Giles: hsien-pei; resconstrucción fonética del chino clásico: *s[a]r-pe) constituyeron una de las grandes confederaciones nómadas de la estepa, emplazando su núcleo de poder (según indican las fuentes chinas) en torno a la región del Alto Amur, expandiendo sus hordas durante tres siglos (I-III d. C.) hasta llegar a establecerse finalmente en toda la actual Mongolia, la actual Mongolia Interior, así como gran parte del norte de China, siendo uno de los grupos de los denominados Wǔ Hú (五胡), que influyeron decisivamente en la crisis y ruptura de la unidad china durante la dinastía Xī Jìn (西晉, entre 265 y 316 d. C.). La migración xianbei albergaba una suerte de diferentes bù (部) dirigidas por varias familias de notable importancia, que llegarían a instaurar sus propias xìng (姓), con las que determinarían un nuevo orden político y cultural a todo el norte de China, mientras que el sur continuó adscrito en su medida a la cultura y orden hàn (漢) superviviente a la crisis del gobierno Jìn, así como sucediéndose en una serie de dinastías de variable dirección política. No obstante, en cuestiones referentes a materia religiosa, tanto los xianbei y otras ramas de nómadas del norte de China, como los gobiernos chinos sucesivos del sur, mantuvieron fuertes influencias de la llegada de una de las principales religiones del continente euroasiático: el budismo, conocido ya en los textos chinos de la época como la fó jiào (佛教). Contra la opinión y lenguaje retórico que se puede apreciar en no pocos fragmentos con relación a los xianbei y la cultura china ya desde época Hàn, se advierte una mayor conexión e influencia mutua entre los grupos xianbei, que los encontrados en otros grupos nómadas de gran relevancia, junto con la presencia activa y participación directa de la población hàn en los territorios en los que progresivamente las ramas xianbei iban posicionándose, confirmando el mestizaje y la mezcla cultural que tanto caracterizó a la época de Shíliù Guó (十六國) y la de Nán Běi Cháo (南北朝), lo que posibilitó en buena medida que, al contrario de lo que ocurrió en otros estados fundados por otras ramas étnicas, este factor les dotase de una mayor estabilidad y posición contra posibles rechazos o confrontaciones en medio de una población multiétnica, como se encontraba el norte de China durante estas dos épocas trascendentales en la historia china. La práctica totalidad de las actuales provincias de Shanxi, Shaanxi, Gansu, Qinghai, Hebei, Mongolia Interior y Liaoning cayeron en manos de los xianbei y otros grupos nómadas procedentes del este del Tíbet y del norte de las estepas orientales. Únicamente la lejana provincia de Liáng (涼州) se mantendría brevemente en manos de facciones nómadas xiongnu y parte de la población hàn, instaurando ambas ramas incluso Estados independientes, aunque finalmente la marea taγbač acabó por aniquilar el último grupúsculo de independencia a su soberanía (439 d.C.), conquistando Liáng y unificando todo el norte de China en manos de los xianbei y otros grupos nómadas, hasta la instauración de la dinastía Suí (隋) hacia 589 d.C. Cabe señalar al mismo tiempo que esta región no sería el único escenario al que los xianbei extenderían su poder: una parte de la rama xianbei de los Mùróng (慕容), encabezada por Mùróng Tǔyùhún (慕容吐谷渾), llegaría inclusive a situarse en el altiplano tibetano, fundando un estado que perduraría hasta la época Táng (670 d.C.).

## El disputado origen étnico de los xianbei y primeras anotaciones en las fuentes chinas
Una de las anotaciones más tempranas sobre término xiānbēi (鮮卑) en las fuentes chinas, fue una referencia etnográfica concreta en las fuentes chinas, recogido por el Guó Yǔ (國語), en el que se nos informa cómo durante el gobierno de Chéng Wáng (成王, entre 1042 y 1021 a. C.), grupos señalados como xiānbēi llegaron a mantener pactos de alianza directos con uno de los guó (國), que prestaban sumisión y vasallaje directo a la dinastía Zhōu (周):
«...En tiempos pasados, Chéng Wáng (成王) se alió con los Zhūhóu (諸侯) en Qíyáng (岐陽), [mientras que el señor de] Chu (楚) se convirtió en un jīngmán (荊蠻), colocándole [en la posición de] máo jué (茅蕝), [mientras] posaba su mirada más allá, uniéndose a los xiānbēi (鮮卑) [en el cargo] de shǒu liáo (守燎), por lo que de este modo no puede unirse al juramento [prestado a Zhōu]...».
De este modo y basándonos en el presente testimonio, los xianbei se muestran como una suerte de avanzadilla kilómetros más al sur de su hipotético territorio originario, estableciéndose en torno a la señalada Qíyáng (岐陽) y entrando en conversaciones y pactos directos con las autoridades delegadas de la dinastía Zhōu. Llegarían a un nivel de aceptación y recompensa, como demuestra el que ocupasen el cargo de "protectores del fuego" (守燎)  junto con Xióng Yì (熊繹). Un nivel de incorporación y colaboración pocas veces observado en ninguna rama nómada o exógena años atrás, lo que demuestra al mismo tiempo la mayor fluidez y capacidad de influencia que ejercieron desde épocas tan tempranas las relaciones entre estos grupos nómadas del noreste y los dominios regionales chinos. Los hallazgos y estudios arqueológicos realizados en los últimos años, inducen a señalar una llegada de estos grupos, provenientes de la Cultura Zhukaigou (朱開溝文化. entre 2200-1400 a. C.), estableciéndose hipotéticamente en el norte del actual desierto de Ordos. Los estudios de ADN recuperados muestran ciertos paralelismos con las ramas étnicas mongolas de los daur y los evenkis (estos últimos, denominados a menudo tunguses). Asimismo, los estudios arqueológicos en torno a la Cultura Zhukaigou han demostrado que estos grupos nómadas situados al norte del Ordos, mantuvieron una suerte de relaciones comerciales con la dinastía Shāng (商, entre 1600-1046 a. C.).
La presencia de estos grupos, de la que hemos visto cómo estuvieron en relaciones hasta con dos dinastías, mantienen un cierto status quo que les permite residir y ejercer el control sobre las valiosas tierras al norte del Ordos, se antojará con la crisis de la dinastía Zhōu (a partir de 771 a. C.), en un cambio sin precedentes en el que aprovecharán su oportunidad para aumentar su poder, mientras que los restantes partidarios y apoyos de la deteriorada dinastía Zhōu, junto con una serie de Estados proclamados soberanos, luchaban por hacerse con el poder supremo. Se debe señalar que, a pesar de no volver a ser mencionados en las fuentes posteriores hasta el Sān Guó Zhì, los xianbei, al igual que otras ramas étnicas del noreste, lograron sobrevivir en esta tumultuosa época, aunque en todo momento su presencia o actividad fuese ignorada por las fuentes o bien, hipotéticamente identificables bajo los etnónimos ambiguos (y genéricos) como dōnghú (東胡), dōngyí (東夷) o shānróng (山戎).
Una actividad de los pueblos del noreste que se ve reflejada en las dificultades que atravesaron los Estados de Zhào (趙) y de Yàn (燕). En el caso de Zhào, el soberano reinante, Zhào Yōng (趙雍, entre 325 y 299 a. C.), se verá obligado en última instancia a tomar una dramática y polémica decisión cuando ordene dar un giro en las costumbres castrenses y militares, adoptando tácticas y parte de la panoplia de sus agresores norteños, lo cual dio lugar a la célebre adopción de la hú fú qí shè (胡服騎射). En cuanto al Estado de Yàn, la situación provocaría que incluso uno de sus comandantes, el referido Qín Kāi (秦開), fuese exigido como rehén en territorio dōnghú. Aunque éste posteriormente retornaría para derrotar a los peligrosos vecinos del norte, el poder de los dōnghú siguió latente, tal y como demuestra su vigencia y estatus político hasta la época de Mòdún (冒頓).
Otro de los más importantes testimonios legado por las fuentes chinas para analizar la figura y naturaleza de estas ramas nómadas del extremo noreste, viene dada por el Sān Guó Zhì (三國志), compuesto siglos después y en el que las fuentes chinas abordan de nuevo la figura de los xianbei. Un análisis que, sin embargo, les muestra como una rama nómada de menor entidad, en comparación con los pujantes y poderosos wūhuán (烏桓), apareciendo de hecho como el tercer segmento nómada referido en el capítulo 30 de la obra. A continuación, exponemos una traducción de los primeros fragmentos conocidos sobre los xianbei:
«...[Sobre los] xiānbēi se decía en el Wèi Shū (魏書): los xiānbēi eran también una [parte] restante de los dōnghú, manteniéndose separados y protegidos en la Xiānbēi Shān (鮮卑山), viniendo de este lugar [el origen de] su nombre. Se cuenta que su lenguaje y sus costumbres son similares a los de los wūwán (烏丸). Sus tierras se extienden al este hasta unirse con el Liáo Shuǐ (遼水), mientras que al oeste llegan hasta Xīchéng (西城). Durante cada estación de la primavera, convocan la Gran Reunión, formándola a orillas del Yào Shuǐ (樂水), donde casan a sus hijas y toman a sus esposas, [cortándose sus cabellos] dejando sus cabezas calvas y organizando sus banquetes. Sus bestias son diferentes a las de Zhōngguó (中國), [manteniendo] los caballos de las planicies, las ovejas, las cabras y los duān niú (端牛). Con el cuerno de los duān niú elaboran sus arcos, también llamados arcos de cuerno del duān [niú]. Poseen también pieles de marta, de cerdo y de leopardo, con un pelo tan flexible que era capaz de retorcerse, por lo que a lo largo del Tiānxià (天下) llegaron a ser unas renombrados abrigos. "Desde que los xiānbēi llegaron a ser derrotados por Mòdùn, se alejaron huyendo lejos hacia Liáodōng", al exterior de la barrera fortificada, sin que sus [partes] restantes [llegasen a formar] un guó (國), entrando en una dura lucha [unas con otras], por lo que su nombre no llegó a ser conocido en Hàn, al mismo tiempo que consiguieron unirse a los wūwán...».
Calibrando la información que el Sān Guó Zhì nos ha proporcionado, queda clara ya desde la primera frase que inaugura la sección de los xianbei, que la corte y las redes de información desplegadas por el gobierno Hàn señalaban en una dirección similar a la que se esbozaba en el anterior fragmento situado en época Zhōu: la supuesta etnogénesis de la que se originaron los primeros xianbei pasaba por ser una rama de los dōnghú, quienes fueron finalmente derrotados por Mòdún en su primer gran impulso hacia la consolidación de su propio Estado. La diferencia entre el presente testimonio y el anterior referido es que, en este último caso, la fuente ya nos señala directamente una conexión lineal dōnghú-xianbei. Afirmación que también ha sido criticada en algunas ocasiones por su notoria ambigüedad, del mismo modo que lo es la afirmación de la etnogénesis o procedencia étnica de los xiongnu que Sīmǎ Qiān (司馬遷) ofreció en su obra. Se ha llegado a decir incluso que estas referencias anotadas por Sīmǎ Qiān, puedan conformar referencias más orientativas e imprecisas ante una falta de datos y rigor fiable que señale la procedencia real de grupos nómadas poderosos que, aún en su época, se encontraban relegados y apartados en gran medida del escenario político del norte, a favor de la mayor actuación y presencia xiongnu. Es bastante perceptible a lo largo de su obra un mayor protagonismo por parte de los grupos nómadas adscritos al norte y oeste de la frontera, que aquellos señalados en torno al noreste.
Si bien la conexión dōnghú-xianbei causa ciertas dudas y escepticismo entre muchos académicos, también se antoja como una idea bien recibida y defendida por una buena parte de los mismos. Una de las principales premisas a las que se acogen los defensores de la teoría proto-mongola de los xianbei es la naturaleza real del término dōnghú, puede ser tenida como una suerte de "etnónimo". De este modo, en la defensa de este grupo de académicos, los dōnghú serían en primer término una referencia etnográfica traducida como los "hú del este", en relación con su ubicación geográfica. Una circunstancia que comparten con los xianbei, junto con la base que se anotó en el Sān Guó Zhì. Autores como Hao Weimin (郝維民) y Qimude Daoerji (齊木德道爾吉) defienden de hecho que la terminología dōnghú pueda ser la transcripción china de la época, en torno a un sonido que en su origen hipotéticamente podría ser la composición «tünghu». De este modo y siguiendo esta vertiente, los dōnghú (y con ellos sus sucesores, los xianbei) serían puramente una población protomongola del noreste asiático en proyección a la actual Manchuria. Éste sería, por consiguiente, el principal campo de extensión y punto de partida migratorio tanto de los dōnghú como de los xianbei.
A pesar de ello, las alusiones a los dōnghú se encuentran entremezcladas con otras terminologías que identifican los principales grupos nómadas al noreste, pudiendo encontrarse diferentes demarcaciones étnicas. Una prueba de ello la podemos observar en las breves digresiones realizadas por Sīmǎ Qiān en la biografía de los xiongnu o en la referencia dada a las hordas agresoras del noreste contra Yàn, haciendo que la identidad étnica concreta de los dōnghú se antoje relativamente compleja. Máxime, cuando de una agrupación de hordas y ramas nómadas se trata. Prescindiendo de la verdadera etnogénesis de los dōnghú y los xianbei, o su genuina rama étnica a la que ser adscritos, lo cierto es que las fuentes chinas nos dejan ya advertido que desde épocas muy pretéritas existen grandes demarcaciones nómadas en la frontera nororiental, que amenazan sucesivamente los intentos expansivos de la cultura china al este, golpeando duramente las avanzadillas realizadas por los gobernantes y posteriormente la de los propios Húangdì (皇帝) de época Hàn. Finalmente, se puede advertir que, siguiendo las tesis esgrimidas por los académicos favorables a las tesis protomongolas, estos grupos nómadas del extremo noreste tendrían divergencias en cuanto a la utilización de sus propias lenguas, lo que demostraría en la práctica una suerte de confederación de múltiples grupos que obedecerían en última instancia a una elite sostenida por una demarcación o rama nómada de mayor prestigio. De este modo e hipotéticamente, este último lugar podría haber sido ocupado por los dōnghú, siendo éstos el grupo más poderoso de las estepas orientales hasta su derrocamiento y desintegración a manos de los xiongnu de Mòdún. Un prestigio que les llevaría a convertir su propia nomenclatura original, en un dinastónimo que fuese adoptado por otras ramas menores que se integraron bajo su mandato, siendo en última instancia los xianbei una de estas ramas incorporadas a su poder.
Se debe señalar que al mismo tiempo que la teoría donghu goza de una mayor aceptación entre la tradición literaria china, existen también hasta tres opciones de origen étnico recogidas por las fuentes: una segunda opción es la del origen a partir de los dōngyí (東夷), señalada en su día por las anotaciones elaboradas por Wei Zhao (韋昭, entre 204 y 273 d. C.) en su trabajo Guóyǔ Zhù (國語注), indicando que: «....los xianbei (鮮卑), [quienes son] un estado de los dōngyí...».
Una tercera opción estriba en su origen a partir de los grupos shānróng (山戎), citada por Péi Yīn (裴駰), quien en su trabajo Shǐjì Jí Jiě (史記集解) anotó directamente una etnogénesis divergente a otros autores anteriores: «....diciéndose que los bárbaros del norte [conocidos como] shānróng [permanecen] cubiertos a día de hoy por los xiānbēi...»
Una cuarta y última opción descansa sobre la hipótesis señalada hacia el siglo VIII d. C. por Sīmǎ Zhēn (司馬貞) en su famosa Shǐjì Suǒ Yǐn (史記索隱). Según las anotaciones de Sīmǎ Zhēn, en realidad "los orígenes xianbei vienen dados a partir de la huida de unos oficiales prófugos de época Qín": «....Cuentan que [durante la época en que] Qín (秦) construyó la Chángchéng (長城) [algunos de los] guerreros [empleados como] discípulos del servicio [de la construcción] huyeron, saliendo de la barrera fortificada y entregándose [al resguardo] de Xiānbēi Shān, para de este modo llegar a convertirse en su nombre...». 
Cabe señalar y abordar en última instancia, un apunte etimológico sobre la terminología xiānbēi (鮮卑). Lingüistas y especialistas desde el siglo pasado, han intentado descifrar la antigua pronunciación y buscar a través del término chino, una posible vinculación étnica, que pudiera zanjar estas teorías inconclusas sobre su verdadera raíz poblacional. Desde el prisma occidental, tal y como ya apuntamos inicialmente, los sinólogos Baxter y Sagart se atrevieron a lanzar inclusive una reconstrucción fonética en torno a «*s[a]r-pe», haciendo que otros autores hayan utilizado esporádicamente la terminología «särbi» para identificarles, lo cual sin embargo ya fue rechazado y puesto en tela de juicio por otros autores, como Charles Hocombe. Lo cierto es que las dudas que acabamos de desglosar en torno a su críptico origen étnico, al mismo tiempo que la falta de información fehaciente sobre su propio nombre étnico y la inexistencia de legado idiomático por parte de los propios xianbei, obligan a mantener una serenidad y obligada espera a la hora de lanzar nuevas argumentaciones, habida cuenta la nimiedad de datos que disponemos al respecto.

## Los primerosdàrén(大人) y su servicio a la dinastía Hàn
Una vez desglosadas las diferentes anotaciones de las fuentes a la hora de catalogar el origen de los xianbei, se debe tener en cuenta que los xianbei son señalados, durante prácticamente tres siglos (I-III d. C.), como uno de los grupos nómadas protagonistas en la estepa oriental, sin erigirse en todo momento durante este intervalo de tiempo en un estado único y claramente soberano, salvo en la época de instauración del Estado por Tánshíhuái (檀石槐), entre 136 y 181 d. C. Con posterioridad a la muerte de Tánshíhuái, todos los territorios que en su día el gran líder xianbei aunara, rememorando durante este intervalo gran parte de la extensión alcanzada por la confederación xiongnu, se derrumbó tiempo después presa de las luchas entre los diferentes dàrén (大人) que dominaban todo el territorio xianbei.
Las primeras anotaciones señaladas a la presencia de los dàrén en territorio hàn las tenemos en la figura de Yúchóubì (於仇賁), quien llegaría en el año 54 d. C. a la corte, donde además de prestar el convenido tributo al soberano Hàn, éste le otorgó el codiciado título de Wáng (王), lo que en la práctica lo convertía en el máximo líder xianbei. La función de estos dàrén era eminentemente la de colaborar activamente con la política de la dinastía, al ser puramente tributarios y colaboradores activos de la política hàn en la región, siendo al mismo tiempo y en todo momento un brazo armado al que acudir en determinadas circunstancias, con lo que se rememora la política que ya líneas atrás observamos en la dinastía Zhōu. De igual modo, el dàrén xianbei utilizaba la legitimidad otorgada por Hàn para imponerse, sin contestación ni oposición alguna, sobre las diferentes demarcaciones nómadas sobre las que extendía su dominio. Estas condiciones las podemos ver ilustradas fácilmente en el episodio relativo a los tumultos y levantamientos de los wuhuan hacia 57-75 d. C.,, acudiéndose al líder xianbei Qīnzhìbì (欽志賁) para hacer frente a esta amenaza, no sin antes recibir grandes cantidades de dinero.
Política que no tardaría en volverse peligrosamente en contra del propio gobierno Hàn, tal y como demuestra el primer gran ataque xianbei contra la frontera, hacia el 106 d. C., en la que llegaron a ejecutar incluso al máximo cargo de la región de Yuyang, Zhāng Xiǎn (張顯). En lo sucesivo, las fuentes nos señalan la presencia activa de estos dàrén en la corte Hàn, así como la política desplegada por la dinastía que en todo momento trata de dominar y atraerse ventajosamente a estas ramas nómadas útiles (aunque de control complicado) en su lucha contra otras hordas enemigas que amenazaban con romper drásticamente todo el control de la frontera del noreste, con las dramáticas consecuencias que tendría para la población, así como para la estabilidad de una corte no muy alejada del norte.

## Tánshíhuái (檀石槐) o la eclosión del poder xianbei en la estepa oriental
Según el Sān Guó Zhì, la llegada de Tánshíhuái al frágil escenario político estepario de la época se antoja como una suerte de "nacimiento mítico", muy presente en la genealogía de los grandes líderes nómadas. A continuación, exponemos los fragmentos relativos al nacimiento del que vendría a ser el máximo líder xianbei:
«... [Cierto] Tóulùhóu (投鹿侯), que había servido en el ejército xiōngnú durante tres años, [se enteró de que] su mujer había tenido en su familia a un hijo. Cuando finalmente regresó [a su encuentro], fue poseído por el deseo de matarla. [En ese momento], su esposa afirmó: "...un día, cuando caminaba escuché el estremecimiento de unos truenos, [dándome cuenta de cómo] el Cielo me contemplaba, mientras que un relámpago se introducía en mi boca, de manera que tras tragarlo, quedé encinta de un niño, dando a luz diez lunas después, por lo que este hijo [tendrá una naturaleza] distinta y sorprendente a medida que vaya creciendo...". [Sin embargo], Tóulùhóu se mantuvo firme sin creer [en su palabra]. Por ello, la esposa se lo contó a su familia, siendo aquí bien recibidos y mantenidos, llamando [al niño] Tánshíhuái, el cual cuando tuvo mayoría de edad demostró una gran valentía y fortaleza, con el mayor conocimiento y habilidad de todos. Con catorce o quince años, un dàrén (大人) [de otra] bù (部), Bobìyì (卜賁邑), les saqueó, [de forma] insólita, además de tomar ilegítimamente las vacas y las ovejas de la familia, por lo que Tánshíhuái se dirigió al galope persiguiéndole y lanzándose al ataque, de manera que cuando llegó [al encuentro de sus enemigos] ninguno de ellos pudo hacerle frente, informando tras su regreso del logro obtenido y la destrucción [de los saqueadores]. Por esta razón, llegaría a ser más tarde respetado y servido por toda la bùluò (部落), imponiendo una ley que contenía [las acciones] correctas e incorrectas, sin que nadie se atreviese a ofenderle, avanzando hasta llegar a ser promovido a dàrén [de su bùluò]...».
Una vez probada su valía, Tánshíhuái llegó a ser procalmado el dàrén supremo a la tierna edad de 15 años. Una juventud marcadamente briosa, tal y como demuestran sus campañas sucesivas poco tiempo después contra los dīnglìng (丁令) situados al norte (en torno al área del lago Baikal), lo que aseguraba su flanco septentrional. Temeroso de una posible alianza del estado de Fūyú (夫餘) al oeste, dirigió también hasta estos dominios sus tropas, consiguiendo provocar un repliegue y disminución de su área de control. Una vez asegurado todo el noroeste, el único punto restante a su poder residía en torno a los wūsūn (烏孫), asentados en las regiones del oeste. Al igual que en los casos anteriores, nuevamente Tánshíhuái se alzó con la victoria completa, extendiendo su área de influencia ya hacia las zonas limítrofes al Asia Central. Los únicos grupos nómadas que aún mantenían cierta independencia, fueron justamente los xiongnu (匈奴) que se habían sometido al poder e influencia Hàn, diseminados al sur, en torno a la frontera imperial. Esta franja de terreno quedaría repartida sin embargo en una serie de familias nobiliarias, que constituían el núcleo de poder de la confederación aunada por Tánshíhuái, mientras que este último se erigía como la cabeza visible de toda la misma: A este respecto podemos ver la siguiente cita aportada por el Sān Guó Zhì:
«...Por consiguiente, se dividieron sus tierras hasta en tres bù (部): centro, este y oeste.  Desde Yòuběipíng hasta Liáodōng, extendiéndose hasta Fūyú (夫餘) y los huì[mò] (貊), se encontraba la bù oriental, extendiéndose sobre más de veinte yì (邑), siendo sus dàrén Míjiā (彌加), Quèjī (闕機), Sùlì (素利) y Huáitóu (槐頭). Desde Yòuběipíng hasta el oeste, llegando hasta Shànggǔ, se encontraba la bù central, extendiéndose sobre más de diez yì (邑), siendo sus dàrén Kēzuì (柯最), Quèjū (闕居), Mùróng (慕容) y otros, llegando a ser todos ellos Dà Shuài (大帥). Desde Shànggǔ (上谷), hacia el oeste hasta llegar a Dūnhuáng (敦煌), extendiéndose hasta los wūsūn se encontraba la bù occidental, extendiéndose sobre más de veinte yì (邑), siendo sus dàrén Zhìjiānluòluó (置鞬落羅), Rìlǜtuīyǎn (日律推演), Yànlìyóu (宴荔遊) y otros, llegando a ser todos ellos Dà Shuài (大帥), al mismo tiempo que todos ellos se encontraban subordinados a Tánshíhuái....».
Un fortalecimiento de poder estepario que si bien era usual a lo largo de diferentes épocas, también lo era la respuesta consiguiente de los estados sínicos del sur, temerosos de la formación de un estado que pudiese castigar consecuentemente sus propios dominios, situados al sur y erigidos como el epicentro de las miradas de estos grupos nómadas. Por consiguiente, el gobierno Hàn intentó desbaratar el estado xianbei por medio de una campaña definitiva, frente a lo cual organizó un potente ejército constituido por varias decenas de miles de hombres, al mando de Xia Yu (夏育), Tian Yan (田晏) y Zang Min (臧旻), partiendo desde la frontera en el 177 d. C. La contestación de Tánshíhuái no se hizo esperar: ante la llegada de los Hàn, el líder xianbei mandó a llamar a todas las demarcaciones y ramas nómadas bajo su mando, conduciendo las tropas a un choque frontal contra el grueso del ejército sínico. Un choque que acabó saldándose con la derrota y fracaso estrepitoso de las tropas Hàn, de las que apenas regresaron una décima parte. El resultado, justificó en buena medida que hasta la muerte de Tánshíhuái, la dinastía Hàn no llegase a mandar jamás ningún ejército ni tropa armada al encuentro del líder xianbei, que falleció (181 d. C.) dejando un legado grandioso a su teórico sucesor e hijo: Hélián (和連).
Esta sucesión, estuvo marcado desde el inicio por una serie de disensiones y conflictos en el seno de la confederación, marcados por la débil personalidad atribuida a Hélián por las fuentes chinas, Pese a ello, el nuevo líder xianbei intentó obtener una cierta calma y control por medio de una serie de campañas dirigidas contra la frontera china, con lo cual asentaba su autoridad al mismo tiempo frente a la dinastía Hàn. Un excelente plan y decisión que sin embargo acabó convirtiéndose en su propia tumba, cuando en un ataque en Běide (北地) llegó a ser alcanzado por la flecha de un ciudadano común (庶人), oriundo de la región. Con la muerte de Hélián, las disensiones aumentaron aún más, apoyadas ahora en la sucesión que enfrentaba a sus dos hijos y hermanos: Qiānmàn (騫曼) y Kuítóu (魁頭). Pese a que la sucesión caía directamente en Qiānmàn,su tierna edad hizo que se delegara el poder en Kuítóu, mientras que un tercer vástago, Bùdùgēn (步度根), era señalado como hipotético pretendiente al trono. Esta inestabilidad, hizo que momentáneamente el poder debilitado de los Hàn, pudiese obtener un cierto respiro y rearme, mientras que los xianbei, apenas podían sostener el control sobre cada una de las demarcaciones que constituían la confederación. La ascensión posterior de Bùdùgēn confirma la decadencia ya absoluta: tras su proclamación, su hermano, Fúluóhán (扶羅韓), lideró una potente hueste armada con la que se escindió de la confederación, alzándose él mismo como el dàrén independiente. El último esplendor de poder xianbei, lo encarnaría la figura de Kēbǐnéng (軻比能), que llegaría a aportar según el Sān Guó Zhì, un aire fresco y renovador a las cansadas huestes xianbei:
«...Sus bùluò (部落) se encontraban adyacentes a la barrera fortificada, [siendo esta la razón de que] Yuán Shào (袁紹) se guarneciese sobre el norte del [Huáng] Hè (河北), mientras que muchos zhōngguó rén (中國人) perecieron tras su traición, [otros] llegaron a instruir a [sus huestes] en la elaboración de instrumentos militares (兵器) [como] la armadura o los escudos, llegando también a inclinarse hacia el estudio de la escritura de caracteres (文字). Por este motivo, su multitud de secciones resistían y presionaban [a Wèi], planeando gobernar Zhōngguó (中國), avanzando y retrocediendo disparando [como si estuviesen] cazando, estableciendo y erigiendo para ello sus propias banderas e insignias, de manera que cuando se golpeaba el tambor, se daba la señal para el avance y para la retirada...».
Unas innovaciones que consumaban un posible renacimiento xianbei, para terror de la corte Hàn. Ante esta problemática y sucesivos éxitos, finalmente un gobernador regional llamado Wáng Xióng (王雄), optó por emplear la última alternativa posible ante el líder xianbei: su asesinato a manos de un guerrero de nombre Hán Lóng (韓龍). La misión obtuvo sus frutos, sin que sepamos realmente el destino posterior del sicario. Un tanto más distinto es la reacción que quedó registrada en las fuentes chinas, sobre el impacto del magnicidio: frente a una unión y respuesta armada de todas las huestes en venganza por la muerte del líder, las hordas xianbei mostraron su naturaleza más díscola, dividiéndose en hasta tres autoproclamados dàrén: Sùlì (素利), Míjiā (彌加) y Juéjī (厥機). Esta triple división, junto con otros grupos restantes extendidos a lo largo de la frontera sínica e incluso más allá de la misma, sentenció cualquier intento posterior de confederación nómada xianbei, lo que a la postre precipitó un acelerado movimiento continuo de grupos errantes, que pondrían paradójicamente en un riesgo mayor la propia estabilidad de la frontera china. Es este el verdadero punto de origen del fenómeno multiétnico conocido como los Wǔ Hú (五胡), Ante la inexistencia de una cabeza o líder autoritario que pudiera sostener a las hordas exógenas de la estepa, al mismo tiempo que sumado a la grave inestabilidad política que caracterizó a los últimos años de la dinastía Hàn, los grupos pertenecientes a la antigua confederación en las fronteras, obligaron a un uso constante de efectivos reclutados en otros grupos nómadas (como los qiang o los xiongnu) que a su vez aumentaban su poder y estatus en detrimento de un ejército leal o representativo del poder hàn. Desde la muerte de Kēbǐnéng (235) hasta la instauración de la dinastía Xi Jin (265), el poder de los nómadas del norte y los grupos exógenos asentados en la frontera, no hizo más que aumentar, en cuanto a la continua lucha armada sostenida, ya sea por obtener el control de los grupos esteparios (xianbei) o bien para asentar su posición en el propio territorio chino (xiongnu) como teóricos soldados y súbditos del poder chino. En consecuencia, cuando los Jìn comenzaron a evidenciar sus grandes debilidades, estos grupos aprovecharon la oportunidad, para incrementar aún más su beneficio, llegando a ser utilizados indistintamente por diferentes miembros del patronímico soberano Sīmǎ (司馬) en la llamada "rebelión de los ocho príncipes" (八王之亂):

## La herencia xianbei: dominios y dinastías regionales
A pesar de que la muerte de Kēbǐnéng dilapidó cualquier intento de poder supremo estepario y la disgregación de los antiguos grupos que integraban la misma, esto conllevó al mismo tiempo a la creación de múltiples grupos de poder, que dirigidos por un líder o clan de notable preeminencia, instituyeron numerosos conatos de dinastías, de escasa duración y relativo poder. Así, el representante más temprano de esta política fue justamente el ya referido Mùróng Tǔyùhún (慕容吐谷渾), quien con su migración hacia el noroeste del actual Tíbet, consolidó un pequeño dominio que aumentó su poder en los siglos venideros. Este es el único caso de todos los constatados en las fuentes chinas, en las que un grupo xianbei logró consolidar su poder de forma ininterrumpida, llegando a perpetuarse desde la tumultuosa época del caos xianbei (iniciada a mediados del III d. C.), hasta la época Táng (唐). Las razones de este caso concreto y especial, pueden estar fundamentadas en buena medida por la falta de unión o creación estatal china desde esta época, hasta la llegada Táng (VII d. C.), junto con la situación geográfica aludida, que pudiese impedir un control perpetuo sobre la misma. 
Al mismo tiempo que Tǔyùhún asentaba su poder de forma efectiva al noroeste del Tíbet, la parte restante del clan Mùróng, dirigidos por Mùróng Guī (慕容廆), consiguieron aumentar sus dominios a lo largo del área nororiental, en torno a las territorios Jìn situados en Yàn (燕) e incluso lanzando una serie de sucesivas campañas contra la región de Liáodōng (遼東) y la península coreana. Esta política vertiginosa alcanzó su cénit bajo el gobierno de Mùróng Huàng (慕容皝), entre el 333 y el 348, cuando llegó a sentar las bases bajo la cual nacería el estado conocido como Qián Yàn (前燕), proclamado por su hijo, Mùróng Jún (慕容儁). La fortaleza del estado se vendría comprometida con las luchas sostenidas contra otros grupos nómadas que también habían fundado su propia dinastía y dominio en las regiones colindantes, siendo derrotados de forma definitiva en el 370 d. C., tras la campaña sostenida por el estado rival Qián Qín (前秦), llegándose a capturar a su propio soberano, Mùróng Wèi (慕容暐) No obstante, tras el derrumbamiento de Qián Qí, el clan Múróng logra reagrupar las escasas fuerzas y partidarios que aún mantenían, para proclamar una vez más dos nuevos estados en el 384 d. C.: Xī Yàn (西燕) y Hòu Yàn (後燕). La duración del primero apenas llegó a una década de existencia (394 d. C.).siendo conquistado por el líder de Hòu Yàn, Mùróng Chuì ( 慕容垂), consiguiéndose así la ansiada reunificación del estado Mùróng tras la debacle años atrás. No obstante, estos intentos desesperados por la elite xianbei de mantener su poder, quedarían en evidencia ante la inutilidad y debilidad posterior de sus gobernantes tras la muerte de Mùróng Chuì, llegando a ser ejecutado en el 409 d. C. el último soberano de los Mùróng, a manos de un líder hànrén a su cargo; el conocido Féng Bá (馮跋). Con este último capítulo mísero, terminaba la dilatada dominación Mùróng en el noreste de China, aunque no su presencia constante y repetida a lo largo de las fuentes, llegando a ser mencionados en numerosas ocasiones como subalternos, funcionarios o generales sometidos a la voluntad del único grupo foráneo que logró conquistar todos y cada uno de los pequeños principados establecidos en el Norte de China: los taγbač. Bajo el estado proclamado y conocido por las fuentes como Běi Wèi (北魏), lograron crear una dicotomía de poder entre el norte y el sur, conduciendo directamente al período conocido como Dinastías del Norte y del Sur (南北朝). En cuanto al origen étnico de los taγbač, no existe a día de hoy una certeza absoluta para determinar su verdadera adscripción original, debido a la ambigüedad y contradicción de las fuentes chinas al respecto. Por consiguiente, mientras que algunos autores optan por catalogarlos como una rama integrada entre los propios xianbei, otros postulan la posible vinculación con los xiongnu, habiéndose sucedido desde el siglo pasado una serie de teorías y estudios que han tratado de demostrar su origen proto-turco o proto-mongol. Debido a ello, únicamente podemos señalar como dinastías genuinamente xianbei, a los dominios proclamados por el clan Mùróng, una de las ramas de poder identificadas en la confederación desde el siglo III d. C.
Como estado o ente político identificado como tal, los xianbei se redujeron desde la unificación impuesta por Běi Wèi (北魏) en el 439 d. C. ya únicamente al referido estado de Tǔyùhún (吐谷渾), erigiéndose el estado de los taγbač como un dominio constituido por la integración de múltiples ramas étnicas, en las que podían encontrarse desde hordas xianbei, hasta grupos xiongnu, población hàn, grupos nómadas de la región tibetana, oriundos del Asia Central e inclusive prófugos de la península coreana o de la dinastías del sur. Esta circunstancia, junto con el desconocimiento sólido sobre el origen étnico de los taγbač, hace que obviamente no podamos hablar en ningún momento de un estado xianbei, aunque sí con un característico estado multiétnico en el que el elemento nómada, cobra una especial relevancia, sin que en ningún momento hasta la caída del mismo en el 534, dejase de evidenciarse la fuerte impronta de las culturas exógenas al territorio sínico. Con la división de la dinastía, surgirían dos partes enfrentadas, Xī Wèi (西魏) y Dōng Wèi (東魏), así como la creación posterior de Běi Zhōu (北周) y Běi Qí (北齊)., siendo todas ellas un intento desesperado por la reunificación del poder perdido tras el 534 y protagonizadas por la aparición de varios grupos de poder con diferentes adscripciones étnicas. Al mismo tiempo, se ha apuntado por parte de la tradición, la ruina de la dinastía provocada por la erosión de ciertos grupos nómadas situados en las fronteras del norte, que habrían socavado la autoridad Wèi; si bien esto último es una realidad, examinando las fuentes sínicas en las que se indican ciertos conatos de rebelión en torno a grupos teóricamente vasallos y de identidad multiétnica, lo cierto es que la dinastía ya llevaba acusando una grave carga y deteriorio desde la muerte (515) del último gran soberano Wèi, Tàbá Kè (拓拔恪). A ello debemos añadir la terrible crisis de carestía y malas cosechas atestiguadas por las fuentes en este primer cuarto de siglo, lo que agravaba y empobrecía el poder soberano, conduciendo a una decadencia que se terminó de consumar, con la rebelión organizada por Pòliùhán Bálíng (破六韓拔陵). A pesar de ser derrotado y ejecutado, los mandos del ejército comenzaron a imponer su propia dirección, en contraposición del propio emperador Wèi, lo que llevó a la ruptura y división definitiva en la dinastía, que acabó por escidirse en dos bandos antagonistas: este fue el germen real del nacimiento de los autoproclamados estados Wèi (魏).
Paralelamente al desarrollo histórico-cultural de estas dinastías, la población xianbei consiguió mimetizarse en gran medida con la propia población nativa en territorio sínico. Este sin lugar dudas, fue un rasgo esencial a la hora de explicar la permanencia perpetuada durante siglos a lo largo de las regiones del norte de China y refrenada en las fuentes con múltiple anotaciones o anécdotas, tal y como evidencia una anotación que identifica la identidad xianbei de una de las esclavas de Ruǎn Xián (阮咸), con la que llegaría a tener un hijo de nombre Ruǎn Fú (阮孚). Esta información cobra mayor relevancia si tenemos en cuenta que Ruan Xian fue uno de los famosos Siete Sabios del Bosque de Bambú (竹林七賢). Asimismo, se constanta la integración de los xianbei con las comunidades agrícolas y ganaderas del Norte de China gracias al incalculable legado material aportado por los fragmentos y murales de Jiayuguan (嘉峪關), en los que se muestran numerosas escenas de la vida cotidaniana entre los siglos III y IV d. C., con alternancia de imágenes que aluden a las tradiciones sínicas (sedentarios) y foráneas (nómadas). La fusión entre el elemento nómada y la población sínica, se ilustra claramente en el propio linaje de varias familias identificadas (o proclamadas a posteriori) como hànrén: un primer ejemplo lo integra clarmaente el poderoso Yáng Jiān (楊堅), fundador de la dinastía Súi (隋) en el 581 d. C., siendo el primer estado reunificado tras la debacle Wèi (534). En las fuentes, figura como Nàluóyán (那羅延) por su xiǎozì (小字), mientras que ya como adulto, adoptaría el nombre Pǔliùrú (普六茹). Esta última nomenclatura se ha asumido por una parte destacable de académicos, como una nomenclatura que identifica los orígenes del futuro reunificador, en torno a un estrato xianbei o indudablemente nómada. Pǔliùrú mantuvo una activa progresión en la escala jerárquica durante la época de vigencia del estado Xī Wèi (西魏), motivo por el cual le sería concedido a manos del último emperador, Yuan Kuò (元廓), la concesión del patronímico Yáng (楊). Con ello, cerraba el uso activo de su nombre xianbei, aunque no con ello sus verdaderos orígenes étnicos, refozando el mestizaje patente entre las distintas poblaciones dentro del área sínica. Esta circunstancia primigenia, ha hecho que algunos autores coloquen a la propia dinastía Suí, como otro eslabón más en la cadena de los estados surgidos a partir del estrato foráneo, mientras que otros rechazan la misma, argumentando el claro mestizaje entre las poblaciones sínicas ya desde el siglo III d.C. 

### Hipotéticos grupos étnicos descendientes de los xianbei
Desde las expediciones organizadas por académicos y aventureros europeos ya en el siglo XIX y XX, diversas voces autorizadas comenzaron a poner el foco en la minoría tǔ (吐), identificada desde la época Táng como el último estrato étnico superviviente tras la conquista del vetusto estado Tǔyùhún (吐谷渾) a manos de los grupos nómadas de la estepa tibetana, que conformaron el primer gran estado tibetano: Bod (བོད་) en el 618 d.C., conocido en las fuentes chinas como Tǔbō (吐蕃). La hecatombe xianbei fue sorteada con habilidad bajo el liderazgo de su último líder reconocido, Mùróng Nuòhébō (慕容諾曷鉢). quien dirigió al resto del clan Mùróng aún fiel al antiguo estado, acompañado de varios miles de seguidores y acudiendo en busca de refugio al territorio Táng (唐), siendo asentado en torno a la provincia de Liang (涼州). En lo sucesivo, las fuentes chinas los mencionarán en repetidas ocasiones como el estrato superviviente del estado Tǔyùhún, asentado en suelo sínico, a diferencia de parte de la población que finalmente quedó asentada y asimilada por los grupos tibetanos. 
Los primeros europeos eruditos en llegar a la zona, posiblemente tras consultar las fuentes referidas, al mismo tiempo que tras la observación prolongada de las costumbres y características adyacentes a los tǔ, contemplaron un posible grupo étnico heredero y superviviente de las antiguas hordas proto-mongolas en las que figuraban justamente los xianbei. Por consiguiente, se comenzó acuñar un sobrenombre específico para los mismos, denominándoles monguor, una versión romanizada de la composición ménggǔ'ěr (蒙古爾). Esta nomenclatura, se creó añadiéndole únicamente la grafía 爾 (similar a, como los), al binomio utilizado tradicionalmente en las fuentes chinas para aludir a los mongoles (蒙古), lo que identificaba a los tǔ como "similares a los mongoles". Tras la destrucción de Tǔyùhún, los oriundos del antiguo estado pasaron a diseminarse en torno a las actuales regiones de Qīnghǎi (青海) y Gānsù(甘肅), donde se encuentra aún asentadas en torno a un total de 289,565 individuos censados en el 2010 por el gobierno chino. Aún con la desaparición de su estado original, este estrato étnico quedó adscrito al noroeste de la actual China, formando parte significativa de la dinastía Xī Xià (西夏), entre el 1038 y el 1227  Los estudios realizados por lingüistas desde el siglo pasado, han tratado de identificar y clasificar la lengua tǔ, siendo mayoritaria la idea actual de un origen ligado a los grupos proto-mongoles. En este punto, autores como Alexander Vovin, ha señalado recientemente esta lengua dentro del grupo para-mongol, ya que si bien comparten características que pueden identificarse como puramente mongolas, su nacimiento no viene dado directamente desde un origen lingüístico proto-mongol.
Otros posibles representantes del estrato étnico xianbei, son los denominados xíbó (錫伯), situados en torno a la actual Xīnjiāng (新疆), aunque esta útlima teoría mantiene una poderosa controversia, ya que a estos últimos se le atribuyen al mismo tiempo un nexo de unión con otras ramas como los nǚzhēn (女眞), sin que aún se haya asentado una idea aceptada por el conjunto de académicos al respecto  Los estudios realizados sobre las lenguas de los xibo, indican mayoritariamente una filiación en torno al grupo de las denominadas lenguas tunguses, planteando un notable interrogante sobre el hipotético origen étnico de los mismos, de manera que se contempla un más que probable mestizaje entre distintos grupos, entre los cuales podrían perfectamente haberse extendido ciertos grupúsculos xianbei.

## Los xianbei a través de su orfebrería y la iconografía china posterior
Con la extensión de los grupos xianbei a lo largo del territorio sínico y sobre toda el área esteparia, abarcando un período temporal entre los siglos II-VII d. C.,disponemos de un importante material identificado como "xianbei" o como muestra hiptética de su cultura. Por lo tanto, debemos tener en cuenta en primer término, el contexto del hallazgo, habida cuenta de que dependiendo del lugar del mismo, podremos hablar de un yacimiento o restos puramente xianbei, mientras que aquellos hallados en suelo sínico, pueden haber sido claramente elaborados por artesanos hàn, por obra y encargo de una autoridad o grupo nobiliario xianbei. Esto último se aprecia claramente en la confección de los famosos míngqì (冥器). No obstante, dentro de esta problemática a la hora de identificar claramente el origen artístico del material, el arte xianbei plasmó en gran medida el estilo de vida nómada, además de recibir evidentes influencias exógenas, cristalizándose en los magníficos tocados de hojas, fíbulas geométricas de bestias salvajes, abalorios colgantes y calados metálicos.

### Míngqí(冥器)
Uno de los rasgos más útiles a la hora de plasmar o identificar algunos de los aspectos culturales adyacentes a la cultura xianbei, descansa en las magníficas tallas cerámicas elaboradas por artesanos hànrén, manteniendo con ello una tradición datada desde la época Hàn (漢). En ellas podemos ver muchos tipos de vestimenta, caracterizados sin embargo por un matiz importante y diferenciador con respecto a la vestimenta hàn: la prologanción extensa del ropaje en forma de modelos cercanos al caftán, además de la presencia de pantalones, junto con camisas de cuello rectilíneo o cinturones lujosamente o rnamentados. Asimismo, las figuras de las mujeres, se destacan por una mezcla latente de vestimenta hàn, junto con matices culturales nómadas, así como también tocados nunca antes observados en la iconografía sínica. Otro aspecto notable en los míngqí, es la presencia de las botas, sobre todo en alos míngqí representativos del estamento u orden militar, acompañados de una múltiple variedad de estructuras laminares o armaduras de doble pieza. Estos datos, inaccesibles y poco comentados siquiera en las fuentes dinásticas, complementan en gran medida la pobreza informativa sobre la sociedad y cultura de la época, además de consolidarse como aval de la pluralidad y mestizaje también visible en la propia vestimenta. Los míngqí se encuentran en su mayoría catalogados y reunidos en la actual China, aparecidos tras las excavaciones en múltiples tumbas excavadas, mientras que un pequeño porcentaje reside en países europeos, EE. UU. o Japón, ya sea como resultado del expolio al que China se vio sometido entre finales del siglo XIX y comienzos del XX o bien, como resultado de ciertas compras realizadas a espaldas del gobierno central, así como también las temidas adquisiciones del mercado negro y el contrabando. Por consiguiente, un estudio riguroso de los míngqí analizados en pos de una comprensión sobre la vestimental el armamento o las peculiaridades étnicas, debería hacerse cotejando tanto los ejemplares de suelo sínico, como aquellos hallados en las diferentes galerías de arte del globo.

### Tocados de hoja
Los tocados de hoja son muy característicos de la cultura xianbei y se han encontrado hallados en tumbas localizadas en la actual Liáoxī (遼西), siendo un territorio integrado dentro de la órbita de dominio Mùróng (慕容). Su estilo ornamental ha sido interpretado como un resultado de la influencia cultural de regiones del Asia Central, en especial con la lejana Bactria. Estos tocados ornamentales de oro se encuentran organizados con una fisonomía que asemejan ramas (de árboles) y astas, por lo que los académicos y expertos chinos, las señalan como buyao (步搖), traducido aproximadamente como «paso tambaleante», debido al movimiento oscilante de las delgadas hojas metálicas una vez son portadas por el usuario. El descubrimiento de las mismas, corrió a mano del académico Sūn Guópíng (孫國平), que llegó a establecer una triple diferenciación en torno a los estilos de los tocados: un primer estilo, conocido como huashu (花樹) o «árbol floreciente», dispuesto sobre el frente de una tapa cerca de la frente y con una o más ramas de hojas colgando en círculo o en forma de gota. Un segundo estilo, conocido como dinghua (頂花) o «florecimiento elevado», por medio del cual el tocado se lleva en la parte superior de la cabeza, asemejando la disposición de un árbol o una figura animal con muchas hojas colgantes. El tercer y último estilo, conocido como huaman (花蔓) o «vid floreciente», destaca por forma organizada en forma de tiras áureas entretejidas con hilos y hojas.
Por otra parte, el proceso de elaboración de estos tocados, se ha analizado en base a la utilización del oro martillado, sobre el cual se realizaban una serie de perforacionse para su ligadura, introduciéndose por ellas las hojas colgantes sujetas mediante delgados alamabres. Debido al descubrimiento reciente de este sorprendente tipo de tocado regio, no se conocen demasiado el verdadero origen de tal innovación, aunque se constanta una serie de tocados similares a los descubiertos en épocas posteriores, llegando a ser profusamente utilziados por las mujeres de la corte.

### Placas y láminas de iconografía animal
Al igual que el resto de grupos originados a lo largo y ancho de la estepa, los xianbei se caracterizaron por mantener una serie de ornamentos elaborados con un toque animal exótico y arrebatador tanto por su compleja disposición artística, como por la evocación del mestizaje entre especies o la transformación de las mismas en un proceso de metamorfosis animal que podemos encontrar ya inclusive en los ornamentos de época escita. Este tipo de ornamentos, fueron indudablemente elaborados por orfebres nómadas, que consiguieron perpetuar la tradición esteparia plasmando figuras animales en formas geometrizadas o abstractas, con una evocación constante al combate y la depredación.Entre las figuras utilizadas, destacan en gran número los caballos, ciervos, bóvidos y las especies regias en la estepa como el tigre y el leopardo. Este tipo de placas estaban elaboradas en metal, con un baño de oro en algunos casos, además de integrarse en medio de un paisaje abierto o montañoso, en un claro recuerdo a su vida nómada. Con la repetida imaginería animal, el fondo calado y un marco rectangular, los ejemplares en los que se exponen tres venados, constituyen un paradigma del estilo artístico xianbei. Los soportes cóncavos de la placa implican que se hicieron mediante la técnica de la cera perdida, y los diseños en relieve fueron impresos en la parte posterior de hojas de metal martillado.

### Los caballosalados(翼馬)
El caballo se erige como la pieza fundamental en la cultura y mundo nómada. Constituye por sí mismo una fuente de alimento, transporte, combate y vida, por lo que durante milenios, este animal llegaría a ser encumbrado y deificado inclusive. Este proceso de sacralización se mostró ya en épocas precedentes con los enterramientos regios en los que figura como elemento votivo, así como su sacralización en las leyendas nómadas o su constante utilización iconográfica en todo tipo de materiales ornamentales. El rasgo votivo se muestra con los últimos análisis de las tumbas, encontrándose en algunas de ellas una calavera equina sobre campanas, hebillas, adornos variados, una silla de montar y un estribo de bronce dorado. De este modo, como herederos de la tradición esteparia, los xianbei mantuvieron este legado sociocultural, aunque también se encargaron de plasmar un sello distintivo en cuanto a la simbología del caballo, refrendado por el hallazgo de una serie de caballos alados o provistos de alas, siendo catalogado por arqueólogos como Sù Bái (宿白), como la prueba de una deidad celestial en forma equina, entroncando con la sagrada figura del animal en las sociedades nómadas.

### El budismo: penetración y aceptación de la cultura budista en Bei Wei (北魏)
Una vez unificado todo el norte de China bajo el control Wèi, los grupos xianbei, junto con el resto de grupos nómadas, asentados ya como grupos sedentarios en suelo sínico, comenzaron paulatinamente (ya fuese por fuerza o aceptación propia) a integrarse dentro de la cultura y concepción sínica, en la cual se extendía desde el siglo IV d. C. la corriente cultural budista. Se debe señalar que el budismo, como elemento ideológico y cultural, afectó en medida semejante tanto a la propia población Hàn, como a la propia población exógena al suelo sínico (xianbei, xiongnu, qiang, etc), lo que demuestra su huella indeleble y transcultural. Una importancia que se cristalizaría de forma absoluta tanto en los territorios de las dinastías sureñas, como bajo la dinastía Bei Wei. La implantación del budismo como doctrina en los territorios del norte, debe examinarse con cautela, habida cuenta los cambios y aceptaciones que mantuvo históricamente en época Wèi, llegando a ser desde aceptada y aupada como máxima corriente, hasta convertirse en cabeza de turco de las instigaciones palatinas. Pese a ello, algunos de los soberanos Wèi, llegarían a promover el budismo, sobre todo en las últimas décadas del siglo V d. C., sufragando un gran gasto en tumbas organizadas con motivos budistas, que recreaban historias o episodios fundamentales del budismo, así como creándose espectaculares habitáculos organizados para la inclusión de figuras divinizadas por el budismo, siendo quizás el máximo exponente de esta corriente, las famosas grutas de Yúngāng (雲崗石窟).

## Hipótesis e ideas aproximadas sobre la lengua original de los xianbei
Tal y como ocurre en el caso de los xiongnu, los rouran y los taγbač, los xianbei se enmarcan dentro de la recurrente problemática a la hora de identificar una lengua perteneciente a un grupo nómada, del que no tenemos ningún documento escrito que pruebe ni un solo aspecto veraz sobre su ya perdido sustrato lingüístico. Esta circunstancia, no impidió que desde el pasado siglo, al igual que en los grupos aludidos, los lingüistas y académicos se hayan organizado en pírricas misiones para tratar de argumentar una procedencia u origen determinado, afluyendo principalmente una teoría a favor de su filiación proto-turca, una filiación proto-mongola o una hipotética filiación para-mongol.
A día de hoy, la interpretación sobre una lengua proto-mongola, se erige con gran fuerza en el núcleo de académicos y lingüistas, pese a no estar aún demostrado tal filiación. Dicha aceptación, se basa en los rasgos y características atribuidas en épocas muy posteriores a la xianbei, además de utilizar una serie de aspectos que configuren una cadena de semejanzas poco contrastadas. Así, se atribuye generalmente a la rama de shìwéi (室韋) como un grupo integrado claramente dentro del grupo de lenguas proto-mongolas: desde este grupo, surgiría con gran fuerza un pequeño clan castigado en otra de las épocas de gran división en las estepas orientales, los Borjigin de Genghis Khan, aludidos en las fuentes chinas como ménggǔ (蒙古). En este grupo de lenguas proto-mongolas, se integran también los qìdān (契丹), establecidos en torno al antiguo territorio que ya ocupasen los Mùróng (慕容), cuya lengua se caracterizada por un sistema cerrado de elementos léxicos (estaciones, números, animales, direcciones y objetos naturales) de los que se dispone una abundante información sistemática y que evidencian también su adscripción proto-mongola, erigiéndose como un potencial candidato para rastrear los orígenes lingüísticos de los xianbei. Los dos grupos citados, ocupan el área nororiental atribuida en su origen a los xianbei, además de ser referidos algunas fuentes chinas como ramas emparentadas con los propios xianbei, lo que tampoco certifica el origen preciso en las lenguas proto-mongolas, pero que sin embargo sirve de base para muchos lingüistas y académicos para catalogarlos dentro de dicho grupo, poniendo fin al eterno enigma. 
Hasta el momento, hay dos datos que avalan con cierta verosimilitud esta argumentación. El primero, de origen material, estriba en la recuperación de un documento hallado en Dūnhuáng (敦煌), en el que se afirma la inteligibilidad entre la lengua de los qìdān y la atribuida a los pueblos situados en los territorios pertenecientes a Tǔyùhún (吐谷渾). Esta información sumamente reveladora y aportada por Wáng Yáo (王堯) y Chén Jiàn 陳踐), es sin duda la primera prueba material fehaciente que podemos tener de una probable integración lingüística cercana o integrada dentro de los grupos mongoles, ya que la propia lengua de los descendientes del estado de Tǔyùhún, no acaba de ser integrada como una lengua puramente proto-mongola, tal y como indicamos líneas atrás. Es por consiguiente de obligado cumplimiento, examinar la información recuperada por Wáng Yáo y Chén Jiàn:
«...El Wáng de los qìdān se llamaba «Kèhán», [mientras que] sus alimentos y vestimentas mostraban similitud con [el alimento y vestimenta de] Tǔyùhún....Su lengua se conecta en general con [la lengua de] Tǔyùhún...»
Esta prueba documental de gran valor histórico, se alza sin embargo con cierta problemática habida cuenta la habitual referencia china a la hora de señalar las similitudes o parentescos lingüísticos, que han sido puestas en tela de juicio en numerosas ocasiones, por lo que a pesar de su notable importancia, se necesitan avanzar en más trabajos y estudios arqueológicos al respecto para avalar muchas más pruebas que refuercen el testimonio recuperado.
Un segundo dato, de gran recurrencia a la hora de remarcar la filiación proto-mongola, descansa en la identificación de palabras mongolas en las fuentes dinásticas chinas. La fuente utilizada al respecto, es el conocido Sòng Shū (宋書), en referencia al episodio de fragmentación de las hordas mùróng y la despedida de Mùróng Tǔyùhún (慕容吐谷渾) de su hermano y pueblo, en busca de un nuevo destino al área del noreste del Tíbet. Los fragmentos en los que se enmarca el episodio.ofrecen dos palabras atribuidas tradicionalmente como términos genuinamente mongoles. En primer lugar, la primera mención histórica en las fuentes chinas, sobre la máxima titulatura nómada, el Qaγan, transcrito bajo la forma Kèhán (可寒), siendo más habitual la composición Kèhán (可汗) en los siglos posteriores. La segunda, es el término hermano, mostrado bajo el binomio āgàn (阿干), coincidente plenamente con la nomenclatura mongola utilizada (aqan). SI tenemos en cuenta el período temporal en el que se alude dicho episodio, señalado en torno al 285 d. C., indudablemente tanto esta anotación como el documento aportado líneas atrás, refuerza la idea aproximada de una vinculación lingüística proto-mongola. A ello debemos sumarle las múltiples terminologías defendidas por muchos autores en el vocabulario o textos atribuidos a la perdida lengua taγbač: palabras como holan (muchos), eulen (nube), ezhen (propietario), shilu (alta montaña), qapaγčin (portero), tapaγčin (soldado de infantería), bitiγčin (escriba), qelmorčin (intérprete), saγdaγčin (porta-carcajes), qitγaičin (verdugo), portoγčiin (dependiente) y tawusun (polvo). De todas ellas, los lingüistas destacan en gran medida la palabra eulen, que sólo es encontrable únicamente en el grupo de lenguas atribuido a los pueblos mongoles. Al mismo tiempo, esta parentela entre los taγbač con los estratos y grupos xianbei, ha traído más de un quebradero de cabeza a los turcólogos ansiosos y desvividos desde mediados del siglo pasado, por construir un discurso de origen en el que los xianbei, eran meramente un grupo originario a partir del magno árbol lingüístico de las lenguas altaicas, en las que el elemento proto-turco, era el factor clave. Naturalmente y pese a estos descubrimientos, una parte destacable de los académicos y lingüistas turcólogos, siguen reicindiendo en estas tesis, además de stiuar a los xianbei como elemento conductor del intercambio de lenguas entre el proto-turco y el proto-mongol. A este respecto, conviene observar una de las opiniones refutadas hacia uno de los adalides de la primacía altaica, Claus Schönig:
"...Las opiniones difieren mucho en cuanto a cuál fue el impacto lingüístico de la época xianbei. Algunos eruditos (como Clauson) han preferido considerar a los xianbei y tabghach (Tuoba) como túrquicos, o incluso como turco-búlgaro, con la implicación de que la capa entera de los primeros préstamos túrquicos en mongólico habría sido recibida desde los xianbei, en lugar de los xiongnu. Sin embargo, ya que la identidad mongólica (o para-mongólica) de los xianbei es cada vez más evidente a la luz de los recientes avances en los estudios del kitán, es más razonable suponer (con Doerfer) que el flujo de la influencia lingüística de túrquico (o turco-búlgaro) en el mongólico fue al menos parcialmente revertida en el periodo xianbei, produciendo la primera capa identificable de préstamos mongólicos (o para-mongólicos) en el túrquico. Los artículos con raíces mongólicas y/o sufijos y aparentemente prestados al túrquico en este período incluyen el proto-túrquico 'balbal' «estatua» (de un enemigo muerto); el mongólico *bari.mal~«estructura» (de *bari~«agarrar, construir»), el mongólico kertü~«cierto», el mongólico *gere.tü~«evidente» (de *gere~«luz»), el mongólico  qarghu~«atalaya» a partir de *kara.xu~«ver, para ver» y yalawac del mongólico *yala.ba.ci por jala~«invitar», En muchos otros casos, los criterios para la dirección de los préstamos han desaparecido, como en el turco-mongol *kom (qom)~«pedazo de fieltro (bajo una bolsa sobre un camello)»...”.
Esta afirmación, enmarcada dentro del nuevo siglo, ilustra la tendencia contrapuesta a la mirada clásica sobre los xianbei, que imperaba en el siglo pasado, con el predominio de la vertiente túrquica, que incluía a los xianbei y su lengua, como un grupo predominantemente túrquico, al mismo tiempo que englobaba en el grupo a la propia confederación róurán (柔然), de la que aún a día de hoy no se tiene constancia segura de su rama lingüística. Afortunadamente, los hallazgos estudiados y los futuros proyectos arqueológicos por realizar aún en suelo tibetano y la actual Mongolia, podrán ofrecer el día de mañana, una certeza aproximada (o absoluta) sobre la verdadera filiación lingüística de los xianbei.